# Linnaemya montshadskyi
Linnaemya montshadskyi är en tvåvingeart som beskrevs av Zimin 1954. Linnaemya montshadskyi ingår i släktet Linnaemya och familjen parasitflugor. Inga underarter finns listade i Catalogue of Life.